# Philipp Münch
Philipp Münch (* 27. Februar 1930 in Mainz) ist ein deutscher Fotograf. Als Zeitzeuge des Zweiten Weltkrieges und der Mainzer Nachkriegszeit fertigte er umfangreiche fotografische Dokumentationen an, die in zahlreichen Ausstellungen national und international Beachtung fanden. Er widmete sein Leben der Völkerverständigung und der deutsch-französischen Aussöhnung. Aus zahlreichen Studienreisen entwickelten sich persönliche Freundschaften und viele kulturelle Projekte.

## Erste Jahre
Philipp Münch verbrachte seine Kindheit in Mainz, wo er im Alter von 9 Jahren den Ausbruch des Zweiten Weltkrieges erlebte. Er überlebte mehrere Bombardierungen, war sogar einmal gemeinsam mit 36 anderen Personen in einem Keller verschüttet und wurde später aus dem brennenden Gebäude gerettet. Nach der Besetzung seines Schulgebäudes durch Soldaten wurde er mit 13 vorzeitig aus der Mittelschule entlassen und begann 1943 eine Lehre als Rasterfotograf, später als Elektriker. Zunächst war er mehrere Jahre als Elektromonteur in Mainz tätig.

## Wirken für Völkerverständigung und die deutsch-französische Aussöhnung
Durch eine Zufallsbekanntschaft mit einem Franzosen erhielt Philipp Münch 1949 eine Anstellung beim Services Culturels, der Kulturabteilung der französischen Militärverwaltung, in der Zitadelle Mainz; hier arbeitete er bis 1956 als freier Mitarbeiter. In 1959 erhielt Münch eine Festanstellung bei der Kulturabteilung der Französischen Botschaft, für die er bis 1970 tätig war (zunächst am Standort Mainz, ab 1964 in Bonn). Im Zuge seiner Aktivitäten zum kulturellen Wiederaufbau seiner Heimatstadt führte er unter anderem Korrespondenzen mit bekannten Autoren wie Roland Barthes und organisierte Ausstellungen. Von 1970 bis 1995 war er Verwaltungsleiter und Technischer Assistent bei dem Weiterbildungszentrum Fridtjof-Nansen-Akademie in Ingelheim.
Neben der Entwicklung freundschaftlicher Beziehungen zu Frankreich nach dem Zweiten Weltkrieg widmete Münch seine Tatkraft auch dem Aufbau gutnachbarschaftlicher Beziehungen zu den östlichen Nachbarn. Für sein Lebenswerk wurde er 2013 mit der Verdienstmedaille des Landes Rheinland-Pfalz, sowie 2017 mit dem Ordre national du Mérite, dem nationalen französischen Verdienstorden, ausgezeichnet.
Als Zeitzeuge des Zweiten Weltkrieges und der Mainzer Nachkriegszeit engagiert sich Philipp Münch bis heute als Zeitzeuge. Er gibt Interviews und hält Vorträge, beispielsweise an Schulen und der Johannes Gutenberg-Universität Mainz.

## Ausstellungen und Vorträge (Auswahl)
- 2006: Dijon 1956 – Brückenschlag nach Burgund, Gau-Algesheim[6]
- 2010: Aufbruch – Fotografische Schlaglichter der 50er Jahre, Rathaus Mainz[7]
- 2015: Als Werbung Kunst war, Institut Francais Mainz[8]
- 2018: Die 50er Jahre auf der Mainzer Zitadelle – Wiederaufbau und Leben[9]

## Auszeichnungen (Auswahl)
- 5. April 2013: Verdienstmedaille des Landes Rheinland-Pfalz
- 11. Juli 2017: Ordre national du Mérite

## Ehrenämter (Auswahl)
- Berufsverband Bildender Künstlerinnen und Künstler (20 Jahre im Vorstand, Ehrenmitglied)
- Deutsch-Französische Gesellschaft Mainz e. V.
- Freundschaftskreis Mainz-Dijon e. V.
- Initiative Zitadelle Mainz e. V.
- Landesarbeitsgemeinschaft für Ostkunde im Unterricht Rheinland-Pfalz e. V. (Mitglied ab 1970, später stellvertretender Vorsitzender)
- Verein zur Förderung des deutsch-französischen Kulturaustausches e. V., Mainz
- 1. FSV Mainz 05 (VIP-Betreuer)
- Kunstverein Eisenturm, Mainz